# Emil Lyng
Emil Lyng (* 3. August 1989 in Kolding) ist ein dänischer ehemaliger Fußballspieler, der auch in Frankreich, den Niederlanden, der Schweiz und Ungarn sowie in Island und Schottland spielte.

## Karriere

### Verein
Emil Lyng spielte während seiner Jugend in den Mannschaften von Kolding FC, Kolding IF und schließlich Aarhus GF. Dort begann er seine Profikarriere. Im Januar 2008 wurde er in die Profimannschaft hochgezogen und unterschrieb einen Profivertrag. Nach nur einem halben Jahr zog es ihn ins Ausland und er wechselte für eine sechsstellige Ablösesumme zum französischen Erstligisten OSC Lille.
In seinem ersten Jahr kam er nur zu vier Einsätzen und in der Saison 2009/10 kam er gar nicht zum Einsatz, weshalb Lyng in der Winterpause an den belgischen Erstligisten SV Zulte Waregem verliehen wurde. Dort kam er zu 14 Einsätzen, durfte aber nur zweimal über 90 Minuten spielen.
In der Saison 2010/11 kehrte er nach Lille zurück, wurde jedoch am 26. Januar schon wieder verliehen. Jedoch wechselte er dieses Mal auf Leihbasis in seine dänische Heimat und heuerte beim FC Nordsjælland an, bei welchem Lyng bis zum Saisonende spielte. Lyng gewann mit dem Klub aus Farum den dänischen Pokal. Nach Ende des Leihvertrages kehrte er zum OSC Lille zurück. Der Klub hatte zuvor sowohl Pokalsieg als auch Meisterschaft errungen. Da Lyng nur sehr wenig Chancen sah, suchte er gänzlich das Weite und heuerte beim Schweizer Klub FC Lausanne-Sport an, der zuvor in die Axpo Super League aufgestiegen war.

### Nationalmannschaft
Am 19. November 2008 bestritt Lyng sein einziges Spiel für die dänische U-20-Nationalmannschaft gegen Frankreich (0:1). Am 2. Februar 2009 folgte sein Debüt in der U-21-Nationalmannschaft gegen Malta (1:0). Insgesamt absolvierte Lyng acht Länderspiele für die U-21, in denen ihm zwei Tore gelangen.